# Crnorizac Hrabar
Crnorizac Hrabar (bugarski: Черноризец Храбър) bio je bugarski redovnik, učenjak i pisac koji je krajem devetog i početkom desetog stoljeća bio član Preslavske književne škole.

## Ime
Prvi dio imena te osobe označava da je nosila crnu rizu, odnosno haljinu, to jest da je u pitanju monah ili redovnik; crnorisci pripadaju najnižem rangu monastičke hijerarhije. „Hrabar” („Hrabr”), drugi dio imena, trebalo bi biti njezino osobno ime premda postoji teorija da je to nadimak kojim se ističe glavna osobina njezina karaktera.
Ne postoje biografski podaci o Crnoriscu Hrabru, no njegovo se ime uglavnom smatra pseudonimom kojim se koristio netko od drugih poznatih učenjaka u Preslavskoj književnoj školi, možda čak i car Simeon (893. – 927.) jer su monasi uglavnom uzimali biblijska ili ranokršćanska imena.

## O pismenima
Crnorizac Hrabar, koliko je poznato, napisao je samo „O pismenima” (staroslavenski: О писмєньхъ; bugarski: За буквите), jedno od najcjenjenijih književnih radova na staroslavenskom jeziku. Navodno je napisano neko vrijeme nakon državno-crkvenog sabora u Preslavu 893., ali prije 921. Jedino je poznato srednjovjekovno književno djelo u kojem se navodi godina oblikovanja glagoljice (855.). Djelo je djelomično utemeljeno na grčkim sholijama i traktatima o gramatici, a dodatno opisuje okolnosti oko nastanka glagoljice i slavenskog prijevoda Biblije.
U O pismenima Crnorizac Hrabar brani glagoljicu pred njezinim grčkim kritičarima i ne dokazuje samo da ima pravo na postojanje nego i da je superiorna grčkom alfabetu – pozivajući se pritom na činjenicu da grčko pismo nije ni najstarije ni božansko. Crnorizac Hrabar također se protivi dogmatičarima glagoljice i u nekoliko navrata iznosi prijedloge kako se dodatno može unaprijediti to pismo.
Iznosi i podatke ključne za slavensku paleografiju tako što spominje da su se Slaveni pogani koristili „crtama i urezima” (staroslavenski: чръты и рѣзы, črŭty i rězy); taj oblik pisanja nije bio dovoljno detaljan da bi odrazio govor. Smatra se da je možda riječ o vrsti runskog pisma, no ne postoje očuvani autentični primjeri koji bi potvrdili tu teoriju.

### O tekstu
Rukopis O pismenima očuvan je u 79 prijepisa u sedam grupa srodnih tekstova, među kojima se nalazi pet iskvarenih rukopisa, i u četirima skraćenim inačicama izvan tih sedam grupa srodnih tekstova. Sve grupe srodnih tekstova nastale su na temelju istog izvornika. Nijedna od grupa srodnih tekstova ne sadrži posve originalan tekst i ni za jednu od njih ne može se reći da je izvor nekom drugom. Nijedna od grupa srodnih tekstova ne odražava dijalektalne osobine premda one jesu sadržane u izvjesnim rukopisima u tim grupama. Izvornik je napisan na glagoljici i u svojoj naknadnoj transliteraciji u ćirilicu znatno je izmijenjen i iskvaren. Danas postoje samo primjerci na ćirilici. Hiparhetipi svih sedam grupa tekstova navode da je u glagoljici 38 slova premda je u izvornoj glagoljici bilo njih 36, što je osvjedočeno u akrostihu Konstantina Preslavskog; međutim, dvije skraćene inačice teksta nude drugačije brojeve: u jednoj od njih iznosi se broj 37, a u drugoj se navodi broj 42.
Najstariji očuvani prijepis nastao je 1348., a izradio ga je redovnik Lavrentije za bugarskog cara Ivana Aleksandra. Djelo je i tiskano u Vilniusu (od 1575. do 1580.), Moskvi (1637.), Sankt Petersburgu (1776.) i Supraślu (1781.).

## Odlomak
| Izvorni tekst | Isti tekst na suvremenom hrvatskom jeziku |
| --- | --- |
| Прѣжде ѹбо словѣне не имѣхѫ писменъ · нѫ чрътами и рѣзами чьтѣхѫ и гатаахѫ погани сѫще · кръстивше же сѧ · римьсками и гръчьскыми писмены · нѫждаахѫ сѧ словѣнскы рѣчь безъ устроениа… Потомже чл҃колюбецъ б҃ъ… посла имь ст҃го Кѡнстантина философа · нарицаемаго Кирила · мѫжа праведна и истинна · и сътвори имъ · л҃ писмена и осмь · ѡва убѡ по чинѹ Гръчьскъıхь писменъ · ѡва же по словѣнъстѣи рѣчи | Prije Slaveni ne imađahu knjiga, nego crtama i zarezima crtahu i gatahu bivajući pogani. Pokrstivši se nastojahu latinskim i grčkim pismenima kojekako pisati svoju riječ bez ustroja... Potom im čovjekoljubac Bog posla svetoga Konstantina Filozofa zvanoga Kiril, muža pravedna i čestita. I stvori im trideset i osam slova, neka slična grčkim slovima, neka po slavenskim riječima. |

## Nasljeđe
Hrabar Nunatak na Greenwich Islandu u otočju South Shetland Islands u blizini Antarktike nazvan je po Crnoriscu Hrabru.